# Moto Guzzi V11
Moto Guzzi V11 je motocykl kategorie naked bike, vyvinutý italskou společností Moto Guzzi, vyráběný v letech 1999–2006.

## Historie
V roce 2002 byl uveden model V11 Le Mans s aerodynamickou kapotáží a zvýšením výkonem motoru.

## Technické parametry
- Rám: páteřový
- Suchá hmotnost: 221 kg
- Pohotovostní hmotnost: 254 kg
- Nejvyšší rychlost: 230 km/h
- Spotřeba paliva: 5,3–6,5 l/100 km

## Fotogalerie

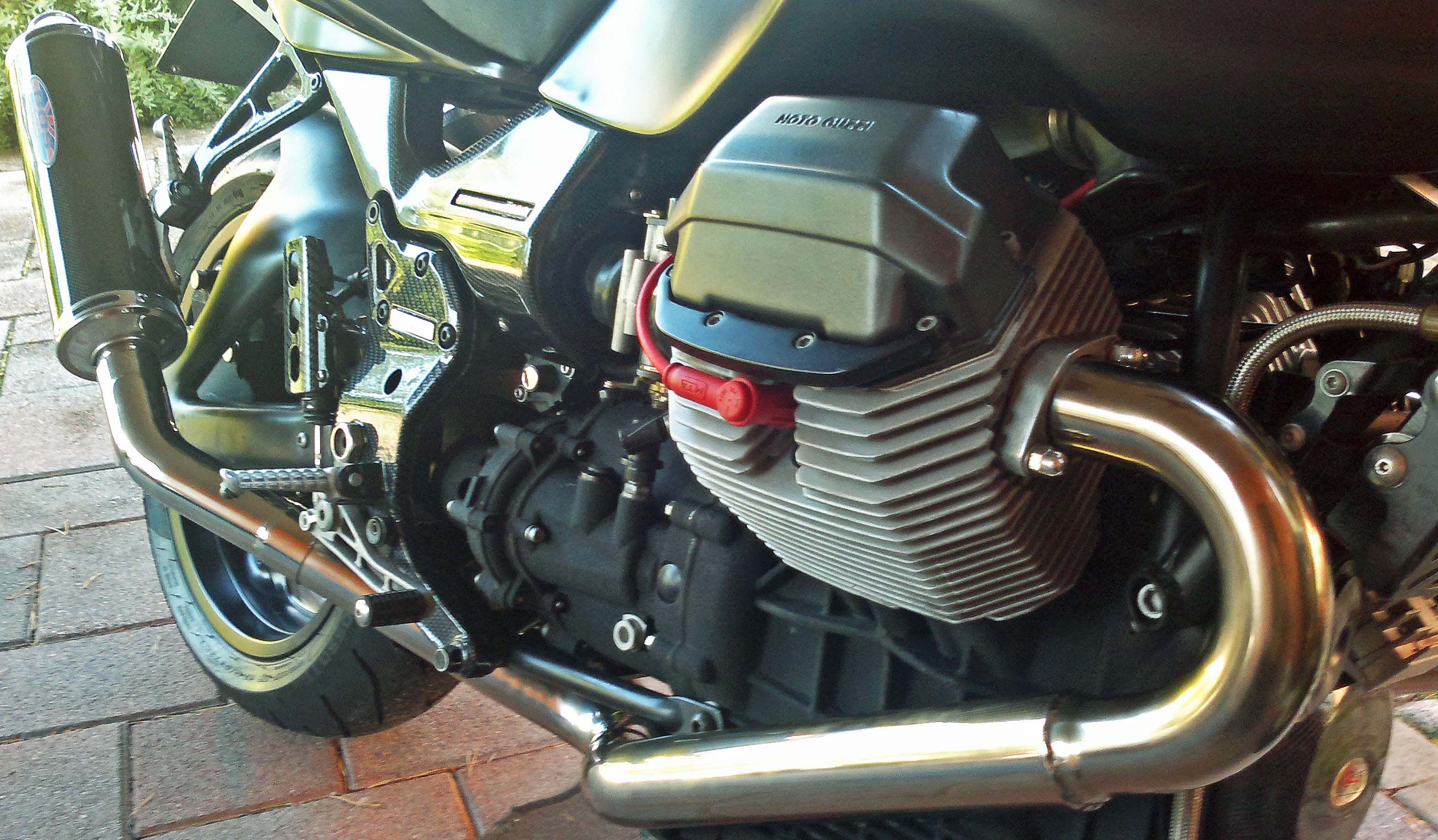
Motor